# Henryk Stusio
Henryk Stusio (ur. 9 marca 1930, zm. 1989) – polski piłkarz, grający na pozycji obrońcy.
Wychowanek PTC Pabianice, następnie gracz pabianickiego Włókniarza i ŁKS-u Łódź, w barwach którego wywalczył w 1958 mistrzostwo Polski, a rok wcześniej krajowy Puchar.